# Giro dell'Appennino 1999
Il Giro dell'Appennino 1999, sessantesima edizione della corsa, si svolse il 13 giugno 1999, su un percorso di 200 km. La vittoria fu appannaggio dell'italiano Simone Borgheresi, che completò il percorso in 4h49'43", precedendo il russo Pavel Tonkov e il connazionale Daniele De Paoli.
I corridori che partirono da Genova furono 120, mentre coloro che tagliarono il medesimo traguardo furono 35.

## Ordine d'arrivo (Top 10)
| Pos. | Corridore           | Squadra                        | Tempo    |
| ---- | ------------------- | ------------------------------ | -------- |
| 1    | Simone Borgheresi   | Mercatone Uno-Bianchi          | 4h49'43" |
| 2    | Pavel Tonkov        | Mapei-Quick Step               | a 1'24"  |
| 3    | Daniele De Paoli    | Amica Chips                    | s.t.     |
| 4    | Massimo Podenzana   | Mercatone Uno-Bianchi          | s.t.     |
| 5    | Roberto Sgambelluri | Cantina Tollo-Alexia Alluminio | s.t.     |
| 6    | Daniel Atienza      | Team Polti                     | a 4'51"  |
| 7    | Paolo Bettini       | Mapei-Quick Step               | a 5'35"  |
| 8    | Sergio Barbero      | Mercatone Uno-Bianchi          | s.t.     |
| 9    | Gabriele Missaglia  | Lampre-Daikin                  | s.t.     |
| 10   | Mariano Piccoli     | Lampre-Daikin                  | s.t.     |